# Вів'єн Сілфані-Тоні
Вів'єн Сілфані-Тоні (нар. 22 серпня 1989) — колишня індонезійська тенісистка.
Найвищу одиночну позицію світового рейтингу — 723 місце досягла 23 липня 2007, парну — 309 місце — 30 липня 2007 року.
Здобула 2 парні титули туру ITF.

## Загальна статистика

### Фінали ITF

#### Парний розряд (2–4)
| турніри $50,000 |
| турніри $25,000 |
| турніри $10,000 |

| Результат | Дата            | Турнір                     | Покриття | Партнерка               | Суперниці                       | Рахунок       |
| --------- | --------------- | -------------------------- | -------- | ----------------------- | ------------------------------- | ------------- |
| Поразка   | 20 вересня 2005 | Джакарта, Індонезія        | Тверде   | Лутфіана-Аріс Будіхарто | Чень Ї Као Шао-юань             | 3–6, 0–6      |
| Поразка   | 20 березня 2007 | Калгурлі, Австралія        | Тверде   | Лавінія Тананта         | Емілі Г'юсон Крістіна Вілер     | 4–6, 3–6      |
| Поразка   | 30 квітня 2007  | Джакарта, Індонезія        | Тверде   | Лавінія Тананта         | Деніс Дай Джессі Ромп'єс        | 0–6, 2–6      |
| Перемога  | 8 травня 2007   | Таракан (місто), Індонезія | Тверде   | Лавінія Тананта         | Томоко Докей Томоко Тайра       | 6–2, 7–6(7–3) |
| Поразка   | 16 травня 2007  | Балікпапан, Індонезія      | Тверде   | Лавінія Тананта         | Септі Менде Вукірасіх Савондарі | 6–3, 3–6, 4–6 |
| Перемога  | 16 липня 2007   | Khon Kaen, Таїланд         | Тверде   | Джессі Ромп'єс          | Kim Sun-jung Lee Cho-won        | 3–6, 6–1, 6–4 |